# CounterSpy AntiSpyware
CounterSpy foi um antispyware para Windows capaz de detectar e remover spyware, adware, cavalos de Troia, worms e rootkits. O produto foi descontinuado em maio de 2011, sendo oferecido suporte a todos os utilizadores até ao dia 31 de dezembro de 2011 e a possibilidade de efetuarem o download gratuito do VIPRE Antivirus durante esse mesmo período.
Uma proteção anti-spyware completa de 5 estrelas.

## Ligações extrernas
- Sítio oficial